# Einar Smjørbak Gunnarsson
Einar Smjørbak Gunnarsson, († Herbst 1263) war von 1255 bis 1263 norwegischer Erzbischof.
Sein Vater war der Lagmann und Birkebeiner Gunnar Grjonbak († 1232), seine Mutter ist unbekannt.
Einar wird erstmals 1240 urkundlich erwähnt. Als Herzog Skule Bårdsson einen Aufstand anzettelte, gab er dem ältesten ehelichen Sohn König Håkon Håkonssons, der ebenfalls Håkon hieß,  auf dem Øyrating in Anwesenheit des Erzbischofs Sigurd den Königsnamen. 1248 stand er im Dienst des Königs, als dieser ihn für eine wichtige Mission zu Birger Jarl in Schweden benötigte.
Als Erzbischof Sørle 1254 starb, wählte das Domkapitel Einar, der nun Kanoniker in Nidaros war, ohne Rücksprache mit dem König zum Nachfolger. Einar erhielt die Nachricht während seines Studiums in Paris. Von dort begab er sich unverzüglich zum Papst nach Neapel, um die Bestätigung und das Pallium zu erhalten. Papst Alexander IV. weihte ihn in Neapel im März 1255. Er gab Einar die erforderlichen Schreiben an das Domkapitel, die Bischofsstadt, das Bistum, die übrigen Bischöfe und den König mit. Während seines Aufenthaltes gelang es ihm auch, den Papst zur Einleitung eines Heiligsprechungsprozesses für den Erzbischof Øystein Erlendsson zu bewegen.
Nach seiner Rückkehr nach Norwegen zog er unverzüglich nach Nidaros. Dort erst erfuhr er, dass König Håkon die Wahl und Weihe ohne Rücksprache mit ihm missbilligte. Der König billigte auch nicht die Einleitung eines Heiligsprechungsverfahrens für Erzbischof Øystein. Es kam zu einer Aussprache zwischen Erzbischof und König in Bergen, in welchem die Differenzen beigelegt wurden.
Die nächste Verstimmung trat ein, als der Erzbischof die Aufteilung der Nachfolge des Königs unter seine beiden Söhne befürwortete. Nach Einars Vorstellung sollte der Sohn Håkon König und der jüngere Magnus Herzog über ein Drittel des Reiches werden. Der König lehnte das ab. Doch eine Entscheidung wurde nicht getroffen. Das Problem löste sich, indem der Sohn Håkon 1257 starb. Im selben Jahr erhielt Magnus von Erzbischof Einar den Königsnamen.
Erzbischof Einar unterhielt zu König Magnus im Gegensatz zu dessen Vater Håkon ein freundschaftliches Verhältnis. Ein neuer Streit mit Håkon entstand 1260 anlässlich der Neuwahl eines Bischofs für das Bistum Hamar. Einar setzte sich für einen Kanoniker in Hamar ein, der nicht „Freund des Königs“ war. Magnus brachte einen Vergleich zwischen König und Erzbischof zustande, und es wurde einer der Geistlichen des Königs zum Bischof geweiht.
1261 schlossen Magnus und Ingeborg, die Tochter des dänischen Königs Erik Plovpenning vor dem Erzbischof ihre Ehe, und drei Tage später krönte er der Erzbischof die beiden. Es war die erste Krönung einer Königin in Norwegen.
Anfang des 20. Jahrhunderts wurde vermutet, dass der Erzbischof der Verfasser des Königsspiegels sei. Doch dem wird inzwischen nicht mehr gefolgt, da die theokratisch-hierarchische Ideologie des Königsspiegels dessen Verfasser in der unmittelbaren Umgebung des Königs vermuten lässt.

## Erläuterungen
1. ↑  Der Beiname von Personen wird zur damaligen Zeit nach dem Vornamen und vor den Namen des Vaters gesetzt, da letzterer nicht Namensbestandteil, sondern lediglich präzisierende Herkunftsbezeichnung ist. Der Beiname Einars wird verschieden wiedergegeben: Smjorbak, Smjørbak und Smørbak. Das Wort „Smjor“ gibt es nicht. Dagegen hat „Smjør“ und (in neuerer Zeit) „Smør“ die Bedeutung „Butter“, die damals auch Zahlungsmittel war. Dieser Namensbestandteil deutet also auf Reichtum hin. Es gab ein mittelalterliches bedeutendes Adelsgeschlecht „Smjør“ in Nordnorwegen. Daher ist die Schreibweise von Grethe Authén Blom in ihrer Geschichte Trondheims die einleuchtendere. Der Bestandteil „bak“ ist unklar. Das Wort kann „Rücken“ (hestbak = Pferderücken) oder „Rückseite“ bedeuten. Dann hätte „Smjørbak“ die Bedeutung „Butterrücken“.
2. ↑  Damals studierten viele Geistliche in Paris. Es spricht einiges dafür, dass das Domkapitel in Nidaros die meisten Magister zu dieser Zeit in seinen Reihen hatte. Sieben der 14 bekannten Magister in Norwegen gehörten dem Domkapitel an. Quelle: Grethe Authén Blom: Hellig Olavs By. Middelalder til 1537. Trondheims Historie 997–1997. Universitetsforlaget 1997. S. 188.